# Eufriesea ornata
Eufriesea ornata är en biart som först beskrevs av Alexander Mocsáry 1896.
Eufriesea ornata ingår i släktet Eufriesea, tribus orkidébin och familjen långtungebin. Inga underarter finns listade.